# Буховец, Георгий Клементьевич
Георгий Клементьевич Буховец (6 (18) января 1901 года, Витебск — 27 мая 1967, Куйбышев) — советский военачальник, генерал-лейтенант (22.06.1944).

## Начальная биография
Родился 18 января 1901 года в городе Витебске.

## Военная служба

### Гражданская война
В апреле 1920 года вступил в РККА и был направлен в 496-й стрелковый полк 166-й бригады 56-й Московской стрелковой дивизии. В составе 3-й армии Западного фронта участвовал и Советско-польской войне 1920 года, в боях на реках Березина и Нарев, под городами Лепель, Лида, Новогрудок, Волковыск, Бельск и Гродно. 28 сентября заболел тифом и до декабря лечился в госпитале, затем переведен после излечения в 39-й стрелковый полк. С октября 1921 по декабрь 1922 года Буховец проходил обучение на 45-х Витебских пехотных командных курсах.

### Межвоенное время
После завершения обучения был назначен в 22-й стрелковый полк 8-й стрелковой дивизии в город Бобруйск, где проходил службу помощником командира и командиром взвода, помощником начальника пулеметной команды. В 1923 году принят в члены ВКП(б). В октябре 1924 г. переведен в 11-й стрелковый полк 4-й стрелковой дивизии имени Германского пролетариата ЗапВО (с 1926 г. — БВО) в городе Слуцк, где исполнял должности помощника командира и командира роты, начальника штаба стрелкового и учебного батальонов.
В марте 1933 года переведен в город Бобруйск в штаб 5-го стрелкового корпуса помощником начальника 1-го (оперативного) отделения. С ноября 1937 по август 1938 года находился на учебе на курсах «Выстрел», по окончании которых был назначен начальником штаба 11-го стрелкового корпуса БВО в городе Смоленск. В этой должности принимал участие в походах Красной армии в Западную Белоруссию (1939) и Литву. С июля 1940 года корпус входил в состав 8-й армии ПрибОВО.

### Великая Отечественная война
С началом войны корпус в составе 8-й армии Северо-Западного фронта в ходе приграничного сражения вел оборонительные бои на территории Латвии. В период с 23 по 25 июня 1941 года его части участвовали во фронтовом контрударе по прорвавшимся соединениям 4-й танковой группы противника в районе Шяуляйского УРа, затем с боями отходили в направлении Риги и далее на Тарту. В июле корпус в составе Северного фронта вел бои в Эстонии на рубеже Пярну, Тарту. С 22 по 25 июля противнику удалось прорвать оборону наших войск, выйти к Чудскому озеру и окружить соединения корпуса, однако к 30 июля они сумели прорваться к своим войскам. 6 августа противнику удалось расколоть войска армии на две группировки. 11-й стрелковый корпус, составляя основу восточной группировки армии, оборонявшейся от Чудского озера до Финского залива, упорной обороной сдерживал наступление немецких войск вдоль Нарвского шоссе. В период с 3 по 15 августа он был расформирован и обращен на укомплектование 42-й армии.
13 сентября 1941 года полковник Буховец допущен к командованию 291-й стрелковой дивизией. Передислоцированная в том же месяце на Карельский перешеек в 23-ю армию, она в тяжелых боях остановила наступление финнов на Ленинград, овладела городом Белоостров и отбросила противника за реку Сестра. После этой операции дивизия перешла к жесткой обороне.
23 октября 1941 года Буховец был переведен командиром 265-й стрелковой дивизии. Её части в составе Невской оперативной группы вели бои на захваченном плацдарме на реки Нева в районе Арбузово.
В ноябре 1941 года, сдав командование дивизией, генерал-майор Буховец был назначен начальником штаба 55-й армии. В январе 1942 года был переведен начальником штаба 42-й армии, войска которой обороняли рубеж Лигово, Камень, южная окраина Пулково. В ходе Ленинградско-Новгородской наступательной операции в январе 1944 года армия наступала из района Пулковских высот на Красное Село и Ропшу. Соединившись юго-восточнее Ропши с войсками 2-й ударной армии, она завершила окружение остатков разгромленной группировки противника в этом районе. В последующем её войска наступали в направлении Гдова и Пскова. К концу февраля они вышли с севера к внешнему обводу псковско-островского укрепрайона противника, где перешли к обороне. С 24 апреля армия вела боевые действия в составе 3-го Прибалтийского фронта.
В июне 1944 года генерал-лейтенант Буховец был назначен начальником штаба 21-й армии и в этой должности находился до конца войны. В том же месяце она принимала участие в Выборгской наступательной операции на Карельском перешейке. В сентябре армия была передислоцирована на нарвское направление для обороны южного побережья Финского залива. С 1 октября она находилась в резерве Ставки ВГК, затем с 17 ноября включена в состав 3-го Белорусского фронта. С 1 декабря вновь находилась в резерве Ставки ВГК. С 11 декабря была передана 1-му Украинскому фронту и участвовала в Сандомирско-Силезской наступательной операции. Введенная в сражение в составе второго эшелона фронта в направлении Тарновиц, Оппельн и используя успех наступления войск фронта на бреславльском направлении, армия глубоко обошла силезскую группировку противника, поставила её под угрозу окружения и вынудила начать отход. В конце января 1945 года её войска во взаимодействии с соединениями 59-й армии овладели важными городами Домбровского угольного бассейна Катовице и Крулевска-Гута и очистили от врага Силезский промышленный район. В марте она принимала участие в Верхне-Силезской наступательной операции и разгроме оппельнской группировки противника, затем развивала наступление к предгорьям Судет юго-западнее Бреслау. Закончила войну армия в ходе Пражской наступательной операции.

### Послевоенное время
С 9 июля 1945 года генерал-лейтенант Буховец занимал должность начальника штаба Харьковского военного округа, а с 12 июля 1946 года — Таврического военного округа. С февраля 1947 по май 1948 года проходил обучение на ВАК при Высшей военной академии им. К. Е. Ворошилова, затем был назначен заместителем генерал-инспектора Инспекции стрелковых войск Главной инспекции ВС СССР. С марта 1949 года командовал 82-м стрелковым корпусом в ОдВО, с июля 1952 года был начальником штаба — 1-м заместителем командующего войсками ПриВО. 21 сентября 1953 года уволен в запас.
Умер 27 мая 1967 года в городе Куйбышев (ныне Самара),  похоронен там же на Городском кладбище.   Потомки генерала проживают в городах Харькове и Тольятти.

## Награды

### СССР
- Орден Красного Знамени (15 ноября 1950)

- Орден Суворова I степени (6 апреля 1945)

- Орден Ленина (21 февраля 1945)

- Орден Красного Знамени (3 ноября 1944)

- Орден Красного Знамени (22 июня 1944)

- Орден Кутузова I степени (21 февраля 1944) — за умелое и мужественное руководство боевыми операциями и за достигнутые в результате этих операций успехи в боях с немецко-фашистскими захватчиками

- Орден Красного Знамени (6 февраля 1942)

- Медали

Благодарности Верховного Главнокомандующего в которых отмечен Буховец Г. К.
- Благодарность Верховного Главнокомандующего (25 января 1945) — за овладение крупным центром Силезского промышленного района Германии городом Глейвиц, превращенного немцами в мощный узел обороны
- Благодарность Верховного Главнокомандующего (26 января 1945) — за овладение крупным центром промышленного района немецкой Силезии городом Гинденбург — важным узлом коммуникаций и мощным опорным пунктом обороны немцев
- Благодарность Верховного Главнокомандующего (27 января 1945) — за овладение городами Сосновец, Бендзин, Домброва-Гурне, Челядзь и Мысловице — крупными центрами Домбровского угольного района
- Благодарность Верховного Главнокомандующего (28 января 1945) — за овладение центром Домбровского угольного района городом Катовице, городами Семяновиц, Крулевска Гута (Кенигсхютте), Миколув (Николаи). Захват в немецкой Силезии крупного промышленного центра города Беутен и завершение тем самым полного очищения от противника Домбровского угольного района и южной части промышленного района немецкой Верхней Силезии
- Благодарность Верховного Главнокомандующего (6 февраля 1945) — за форсирование реки Одер юго-восточнее города Бреслау (Бреславль), прорыв сильно укрепленной долговременной обороны немцев на западном берегу реки и овладение городами Олау, Бриг, Томаскирх, Гротткау, Левен и Шургаст — важными узлами коммуникаций и сильными опорными пунктами обороны немцев на западном берегу Одера
- Благодарность Верховного Главнокомандующего (22 марта 1945) — за прорыв обороны, разгром группы немецких войск юго-западнее Оппельна и овладении в немецкой Силезии городами Нойштадт, Козель, Штейнау, Зюльц, Краппитц, Обер-Глогау, Фалькенберг и 400-ми населенными пунктами
- Благодарность Верховного Главнокомандующего (24 марта 1945) — за овладение в Силезии, западнее Одера, городами Нейссе и Леобшютц — сильными опорными пунктами обороны немцев

## Воинские звания
- полковник (1938)
- генерал-майор (9.11.1941)
- генерал-лейтенант (22.06.1944)